# 佐藤遙子
佐藤 遙子（さとう ようこ）は、日本のフリーアナウンサー。
伊津野亮と共にテレビ番組内で行われるライオンの生コマーシャルに30年以上（2019年時点）、単独では50年以上に渡り出演している。

## 経歴
1972年からTBS系の情報番組『モーニングジャンボ奥さま8時半です』内のライオンの生コマーシャルコーナーに出演。以後、『森本毅郎さわやかワイド』『（森本ワイド）モーニングEye』、『はなまるマーケット』、『いっぷく!』、『ビビット』、『グッとラック!』、『ラヴィット!』内での生CMコーナーに長年出演している。2014年4月以降からは生ではなく収録形式に変更されている。
2017年にはNHKの朝の連続テレビ小説『ひよっこ』内の架空の番組「夜のきまぐれショー」では生コマーシャル出演者として、本人役で出演した。
2024年2月26日放送の『ラヴィット!』のオープニングコーナーに「生コマーシャルの女王」としてゲスト出演し、番組レギュラーの馬場裕之と共に生CMを披露した。

## 出演
- モーニングジャンボ奥さま8時半です
- 森本毅郎さわやかワイド
- （森本ワイド）モーニングEye
- はなまるマーケット
- いっぷく!
- ビビット
- グッとラック!
- ラヴィット!

※以上はいずれも番組内の「ライオンの生コマーシャル」コーナーの出演。